# Angry Birds POP!
Angry Birds Stella POP! (nay là Angry Birds POP Bubble Shooter) là tựa game thứ hai của series Angry Birds Stella, do Rovio Entertainment và Outplay Entertainment phối hợp thực hiện, sử dụng lối chơi bắn bóng, phát hành vào ngày 22 tháng 12 năm 2014 tại Canada và 12 tháng 3 năm 2015 trên toàn thế giới với 2 hệ điều hành iOS và Android. Sau cùng, Angry Birds POP đã cho phép người chơi sử dụng Red và Chuck để người dùng trải nghiệm
Angry Birds POP đã được phát hành trên Facebook qua Adobe Flash vào ngày 5/11/2015

## Nhân vật
Angry Birds Stella POP! tiếp tục sở hữu những gương mặt quen thuộc ở đảo Vàng như Stella, Luca hay Poppy, chim Gale, và bầy lợn. Đặc biệt mỗi tháng, Rovio đưa một nhân vật vào Đảo Vàng cùng người chơi Angry Birds POP! Tuy nhiên, Red và Chuck sau đó được nhà phát triển đưa vào đảo Vàng, khiến cho việc sắp xếp nhân vật khá lẫn lộn. Dalhia đã bị thay thế bởi Chuck.

### Danh sách nhân vật đến Đảo Vàng
| Nhân vật khách | Phiên bản | Thời gian                                                  |
| -------------- | --------- | ---------------------------------------------------------- |
| Red            | v1.4.3    | Từ 21/05/2015 - tháng 6/2015 (nay là hiện tại)             |
| The Blues      | v1.7.2    | Từ 06/07/2015 - 16/07/2015                                 |
| Chuck          | v1.9.6    | Từ 12/8/2015 - 25/8/2015 (nay là hiện tại)                 |
| Shakira Bird   | v2.1.0    | Tháng 10/2015                                              |
| Dalhia         | v2.3.0    | đến 17/11/2015. Trước đó Dalhia là nhân vật chính của game |